# Mats Ek
Mats Ek (ur. 18 kwietnia 1945 w Malmö) – szwedzki choreograf, tancerz i reżyser teatralny.

## Życiorys
Syn choreografki i baletnicy Birgit Cullberg. Początkowo występował na scenie jako dziecko wraz z siostrą w spektaklu Medea reżyserowanym przez jego matkę (1951), ponownie zaczął występować dopiero w 1962. Studiował w Marieborg Folks College. Związał się z Cullberg Ballet (w 1985 został jego dyrektorem (do 1994), obejmując tę funkcję po swojej matce). W latach 1963–1973 był dyrektorem kolejno teatru lalkowego i Teatru Królewskiego w Sztokholmie, 1980-1981 choreografem i tancerzem Nederlands Dans Theater, w 1982 wrócił do Cullberg Ballet. W sztokholmskich teatrach reżyserował m.in. dramaty W. Szekspira, J. Racine’a i B. Brechta. Uznany za jednego z najwybitniejszych choreografów drugiej połowy XX wieku. Reżyserował nowe wersje autorskie XIX-wiecznych baletów tradycyjnych (Giselle A. Adama, Śpiąca królewna i Jezioro łabędzie P. Czajkowskiego), Napisał m.in. prace inspirowane dziełami literackimi (Dom Bernardy Alba wg F. Garcíi Lorki, muzyka collage utworów hiszpańskich i muzyka organowa J.S. Bacha) i muzycznymi (Cztery pory roku, muzyka A. Vivaldiego).